# Mona Lisa Overdrive
Mona Lisa Overdrive är en roman skriven av William Gibson, utgiven 1988. Detta är den tredje och avslutande delen i hans kända Sprawl-trilogi.
Liksom de båda tidigare delarna Neuromancer och Count Zero utspelar de sig i en nära och dekadent framtid. Gibson målar i sina böcker upp en starkt nedgången värld där datorer och knark är i var mans ägo.  Hårdföra multinationella företag styr politik, kriminalitet och teknik. I Gibsons värld är teknologismen driven till sin spets, med extrem miljöförstöring, specialdesignat knark, neuroelektriska applikationer för att hororna skall lida så lite som möjligt, omoraliska vetenskapsmän och olagliga kroppsbanker. Framtidens videoformat Simstim används överallt och av alla, dvs. känselcentret i hjärnan stimuleras direkt med alla intryck för att få en så heltäckande upplevelse som möjligt. Simstim-megastjärnor pumpas fram till allmänheten av de hänsynslöst kommersiella korporationerna.
Mona Lisa Overdrive utspelar sig runt 20 år efter Neuromancer. Matrisen, som är Gibsons allegori över Internet, har utvecklats till en gigantisk cyberrymd som i stort sett blivit en egen värld med egna gudar och där virtuella livsformer utvecklats. En ny religion, Hoodoo, och nya myter bland datahackers och wireheads uppstår. I högre grad än i de tidigare böckerna är en stor del av handlingen i Mona Lisa Overdrive knuten till cyberrymden och dess utveckling.